# Reed, México insurgente
Reed, México insurgente es una película mexicana, dirigida en 1970 por Paul Leduc y producida por Salvador López, Ollin y asociados, basada en la novela México insurgente: la revolución de 1910, donde el periodista norteamericano John Silas Reed (conocido como John Reed), narra su punto de vista y las experiencias que vivió durante la Revolución mexicana a partir de 1913.

## Novela y argumento
La novela en la que se basa la película narra las experiencias que tuvo el periodista estadounidense John Reed, quien en 1913 viajó a México, atraído por los acontecimientos de la Revolución mexicana. Logró contactar al general Tomás Urbina, miembro de la División del Norte de Pancho Villa. Después de convivir por más de un año y medio con las tropas villistas, Reed, quien tenía ideas de izquierda y había viajado como mero espectador, finalmente se involucró en el conflicto bélico.

## Datos técnicos
La idea original fue de Paul Leduc, quien, con la colaboración de Emilio Carballido, comenzó a esbozar el guion cinematográfico, consolidado finalmente por Juan Tovar y por el propio Leduc. Se le considera la primera y última gran producción del cine independiente mexicano, producida por Salvador López y Ollín y Asociados. Para dirigirla, Leduc contó con la asistencia de Carlos Castañón, Juvenal Herrera, Roberto González e Ismael Herrera. Fue editada por Giovanni Korporaal y Rafael Castañedo. La duración original de 124 minutos fue reducida a 105 minutos.
La fotografía estuvo a cargo de Alexis Grivas, Ariel Zúñiga, Luc-Toni Kuhn y Martín Lasalle, mientras que el sonido estuvo a cargo de Ernesto Higuera, Max López, Miguel Ramírez y Antonio Bermúdez. La regrabación fue hecha por Salvador Topete. La ambientación estuvo a cargo de Luis Jasso y Yolanda Melo. Rodado originalmente en blanco y negro, en 16 mm, el filme fue posteriormente ampliado a 35 mm, con viraje a color sepia.

## Reparto
Los roles principales de la película fueron representados por:
| - Claudio Obregón: John Reed - Eduardo López Rojas: general Tomás Urbina - Ernesto Gómez Cruz: capitán Pablo Seáñez - Juan Ángel Martínez: teniente Julián Reyes - Carlos Castañón: Fidencio Soto - Víctor Fosado: Isidro Anaya | - Lynn Tillet: Isabel - Hugo Velázquez: Longino Güereca - Eraclio Zepeda: Pancho Villa - Enrique Alatorre: Venustiano Carranza - Carlos Fernández del Real: general Felipe Ángeles - Max Kerlow: cochero Antonio Swafeyta | - Héctor García: periodista García - Luis Suárez: periodista - Francisco Laviella: sacerdote - Luis Jaso: secretario de Carranza - Galdino Gómez: ayudante de Urbina - Mario Castillón Bracho: mercenario estadounidense |

## Críticas y premios
Recibió críticas muy positivas por parte de la prensa nacional e internacional: Le Canard Enchainé (Michel Duran), Excélsior (Carlos Fuentes), Esto, de Organización Editorial Mexicana; El Día (Gabriel Figueroa), The Village Voice (Amos Vogel), Paese Sera, Gazetta del Popolo, Le Point (Robert Benayoun), Daily News (Jerry Oster), The Daily Telegraph (Patrick Gibbs) y Clarín, entre otros.
Este filme ocupa el lugar número 26 dentro de la lista de las cien mejores películas del cine mexicano, según la opinión de veinticinco críticos y especialistas del cine en México, publicada por la revista Somos en julio de 1994. La película fue merecedora de los siguientes premios y distinciones:
- Premio Georges Sadoul a la mejor película extranjera en 1972
- Premio Ariel de Oro a la mejor película en 1973
- Premio Ariel de Plata a la mejor dirección en 1973
- Aunque no llegó a ser una de las cinco finalistas, fue nominada por México para contender por el Premio Óscar a la mejor película extranjera de la Academia de Artes y Ciencias Cinematográficas de 1973.

Adicionalmente, se exhibió en más de treinta festivales internacionales de cine y en varias semanas de cine mexicano que tuvieron lugar en las ciudades de Cannes, Berlín, Pesaro, Nueva York, Santiago de Chile, Salónica, Benalmádena, Varsovia y Praga, entre otras.

## Restauración
En 2015, por iniciativa de la Filmoteca de la Universidad Nacional Autónoma de México, con la colaboración técnica de la Filmoteca Real de Bélgica y la asesoría del propio Paul Leduc, Reed, México insurgente fue restaurada digitalmente a partir de la captura a resolución 2K del negativo original de 16 mm conteniendo la versión inicial del filme, de 124 minutos de duración, concebida por el director.
La versión restaurada fue exhibida por primera vez el 18 de febrero de 2016, en la XXXVII edición de la Feria Internacional del Libro del Palacio de Minería de la Ciudad de México.